# Laura Madigan
Laura Madigan, de nacimiento Eleonora Cecilia Christina Maria Olsen, (Finlandia, 1849-Limhamn, Suecia, 4 de noviembre de 1918) fue una jinete, artista, directora y empresaria de circo sueca.

## Trayectoria
Sus padres fueron los artistas de circo noruegos Annamaria Olsen (1818-1908) y Olaj Elias Olsen (1819-1862). Durante su infancia vivió en Finlandia y Suecia. Su nombre completo era Eleonora Cecilia Christina Maria Olsen. Sin embargo, sus datos de nacimiento no están confirmados ya que no se encuentra información en los registros de nacimiento finlandeses.  
En 1867 realizó una gira por el norte de Alemania con el Cirque du Nord, compañía cuyo director era el francés Didier Gautier. Allí conoció al artista de circo danés Frederik Jensen, con quien tuvo una hija, Elvira Madigan, que nació en Flensburgo en diciembre de 1867. La pareja nunca se casó.
La gira continuó en Dinamarca y allí trabajó para el Cirkus Renz de Alemania y Austria. En ese momento empezó a utilizar el nombre artístico de "Miss Ulbinska". 
En Berlín, el 30 de marzo de 1871, dio a luz a su segundo hijo, un niño al que llamó Richard Henrich Olsen, que fue años más tarde, un conocido artista de circo que usaba el nombre artístico de Oscar Madigan (1871-1929). Se desconoce quién fue el padre de este niño.
Entre 1873 y 1874 se desconoce su paradero. Más tarde Madigan afirmaría que, durante ese tiempo, trabajó en Estados Unidos. En 1875 reapareció en Europa con el Cirkus Myers en Austria y Alemania. Allí conoció al artista de circo John Madigan, quien se convertiría en su marido. La pareja comenzó a trabajar en el Cirque de Paris del director francés Francois Loisset. Entre 1876 y 1877 estuvieron de gira en el norte de Alemania y Escandinavia.
Los Madigan, que actuaban con el Circo Krembser en Viena conocieron a Gisela Brož y la convirtieron en su hija adoptiva. Brož aprendió a bailar en la cuerda floja, junto a Elvira Madigan, dos años menor. Brož y Madigan realizaron un número en el que bailaban al mismo tiempo en cuerdas separadas, una justo encima de la otra. Durante años actuaron bajo el nombre de las «Hijas del aire» y las «Hermanas Madigan» en circos y espectáculos de variedades de Europa.
Cuando Loisset murió en Norrköping en el verano de 1877, su circo cerró y la familia Madigan se mudó a Rusia. La mayor parte del tiempo lo pasaron allí con el Circo Ciniselli en San Petersburgo y el circo de Hinne en Moscú.
En el verano de 1879, la familia dirigió un pequeño circo propio en Finlandia y su hija actuaba como bailarina en la cuerda floja. Durante la década de 1880, Elvira se hizo conocida en la escena del circo europeo y la familia realizó una gira por Europa con la hija adoptiva de Elvira, Gisela Brož.
En 1887 la familia fundó su segundo circo, esta vez en Dinamarca. En octubre de ese mismo año iniciaron una gira por Suecia. En enero de 1888, el circo visitó la ciudad sueca de Kristianstad. Allí, el periodista y poeta sueco Sixten Sparre estaba entre el público, conoció a Elvira e iniciaron una relación epistolar. En mayo de 1889, Sparre logró persuadir a Elvira para que dejara a su familia y el circo para irse a vivir juntos. Después de dos meses de convivencia, Sparre asesinó a Elvira y se suicidó. Esta historia se representó en varias producciones teatrales y cinematográficas.
En agosto de 1887, cuando el circo visitó la localidad sueca de Gävle, se produjo un incendio en el edificio donde la familia Madigan pasaba la noche. Pudieron salir del edificio pero John Madigan, que sufrió graves quemaduras en todo el cuerpo, murió dos días después. Fue enterrado en Gävle. Más tarde, Laura Madigan trasladó la lápida (pero no el ataúd) a la parcela familiar en Lund. Ella dirigió el circo por su cuenta durante algunos años más, pero en 1902 se lo vendió a un hombre llamado Henning Orlando, y pasó a llamarse Cirkus Orlando.